# José Paulo Bisol
José Paulo Bisol (Porto Alegre, 22 de octubre de 1928-Porto Alegre, 26 de junio de 2021) fue un juez laboral, escritor y político brasileño. Siendo senador federal por el estado de Río Grande del Sur y afiliado al Partido Socialista Brasileño (PSB), fue candidato a vicepresidente en las elecciones de 1989, siendo el compañero de fórmula de Luiz Inácio Lula da Silva. Posteriormente se afilió al Partido de los Trabajadores (PT).

## Biografía
José Paulo Bisol estudió derecho en la Pontificia Universidad Católica de Río Grande del Sur y comunicación en la Universidad Federal de Río Grande del Sur.
En 1954, comenzó como magistrado en Farroupilha, siendo posteriormente promovido a juez, función que ejerció en Porto Alegre y en varias ciudades del interior de Río Grande del Sur. En 1975 se convirtió en juez de alzada y en 1978 fue promovido a juez de tribunal de segunda instancia. También se desempeñó como profesor de derecho, y como cronista deportivo en la TV Educativa de Porto Alegre, entre 1974 y 1976. Entre 1979 y 1980, fue director adjunto de Radio y TV Gaúcha, donde presentó el programa TV Mulher. Fue, además, columnista de un periódico de Porto Alegre.
En 1982 fue elegido diputado estatal en Río Grande del Sur por el PMDB. En la legislatura estatal, llegó a ser líder de la bancada del PMDB y presidente de la comisión de constitución y justicia. En 1986 fue elegido senador federal por el mismo partido. En el Senado, fue miembro de la comisión de Soberanía y de Derechos y Garantías del Hombre y de la Mujer, y de la Comisión de Sistematización. Presentó una enmienda previendo la amnistía de los militares participantes del golpe de Estado de 1964.
Junto con Mário Covas, fue uno de los fundadores del Partido de la Social Democracia Brasileña (PSDB) en 1988, participando en la asamblea constituyente. Dejó el partido al año siguiente para unirse al PSB de Miguel Arraes.
En 1989 fue candidato a vicepresidente en la fórmula de Luiz Inácio Lula da Silva, del PT. Junto con el Partido Comunista de Brasil, el PT y el PSB conformaron el Frente Brasil Popular que quedó en el segundo lugar. En 1994, fue considerado como candidato a vicepresidente de Lula en 1994, pero debido a denuncias del periódico O Estado de S. Paulo de que presentó enmiendas superfaturadas para beneficiar al municipio de Buritis (lo que nunca fue probado), fue sustituido por Aloizio Mercadante. Bisol accionó judicialmente contra el periódico, pero en 1997 el Tribunal de Justicia de São Paulo juzgó improcedente su denuncia.
En 1998 fue candidato al Senado por Río Grande del Sur, sin éxito. Entre 1999 y 2002 fue secretario de Justicia y Seguridad de Río Grande del Sur durante el gobierno del petista Olívio Dutra, proponiendo la unificación de las policías civil y militar. En junio de 2000, se afilió al PT.
En los años posteriores, ha residido en el municipio riograndense de Osório. Poseía insuficiencia renal.